# Skrapež (Vlasotince)
Skrapež (Vlasotince) (em cirílico: Скрапеж) é uma vila da Sérvia localizada no município de Vlasotince, pertencente ao distrito de Jablanica, na região de Vlasina. A sua população era de 170 habitantes segundo o censo de 2011.

## Demografia
| 1948 | 1953 | 1961 | 1971 | 1981 | 1991 | 2002 | 2011 |
| ---- | ---- | ---- | ---- | ---- | ---- | ---- | ---- |
| 403  | 450  | 460  | 423  | 346  | 260  | 215  | 170  |